# Glam rock
Glam rock (abreviação de glamour rock) é um subgênero do rock que se desenvolveu no Reino Unido no início da década de 1970, apresentado por músicos que usavam fantasias, maquiagem e penteados extravagantes. Estes artistas baseavam-se em diversas referências na música, desde bubblegum e rockabilly até música de cabaré, ficção científica e art rock. As roupas e os estilos visuais eram muitas vezes exagerados (camp) ou andróginos. O glitter rock foi uma versão acentuada do glam.
As cidades britânicas foram recheadas de música glam entre os anos de 1971 a 1975. A aparição de Marc Bolan no programa Top of the Pops, usando glíter e cetins, é frequentemente citada como o início do movimento. Outros artistas na cena britânica incluíram David Bowie, Mott the Hoople, Sweet, Slade, Mud, Roxy Music e Gary Glitter. Aqueles que não aderiram principalmente ao gênero, como Elton John, Rod Stewart e Freddie Mercury, também adotaram estilos glamorosos.
A cena glam estadunidense foi muito menos chamativa, com Alice Cooper e Lou Reed sendo os únicos artistas norte-americanos a fazer sucesso no Reino Unido. A cena estadunidense incluem bandas como New York Dolls e Sparks, e artistas como Suzi Quatro e Iggy Pop. O gênero, porém, declinou após meados da década, influenciando outros depois, como punk rock, glam metal, New Romantic, death rock e rock gótico.

## Características

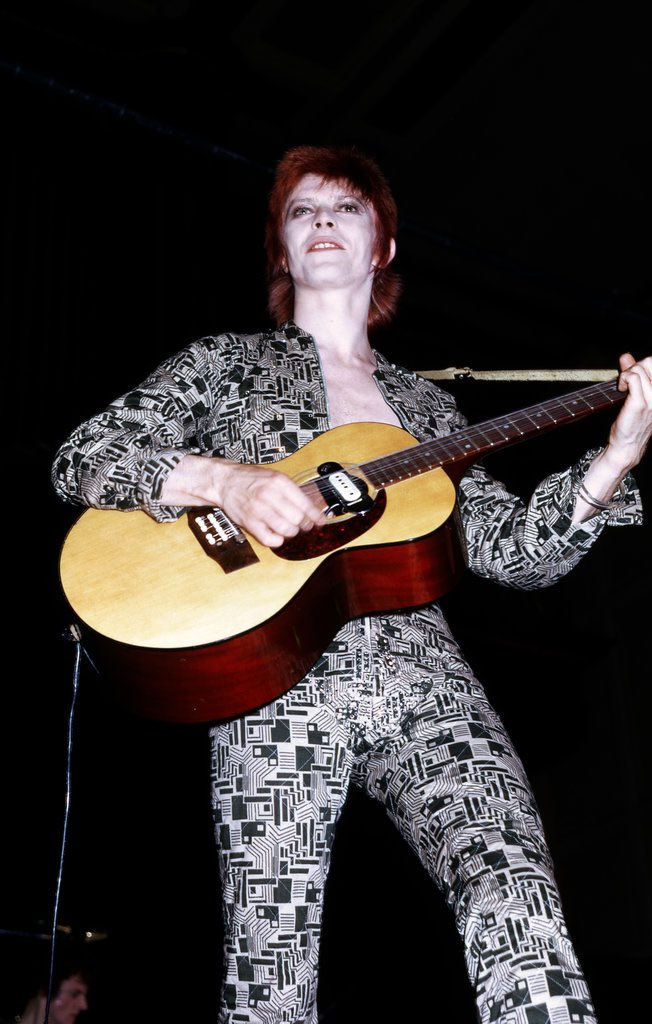
David Bowie como seu alter ego Ziggy Stardust durante a Ziggy Stardust Tour

O glam rock pode ser visto como uma moda, bem como um subgênero musical. Artistas glam rejeitavam a retórica revolucionária da cena do rock no final da década de 1960, ao invés disso glorificando a decadência, a superficialidade e as estruturas simples da música pop anterior. Em resposta a essas características, autores como I. Taylor e D. Wall caracterizaram o glam rock como uma "emasculação ofensiva, comercial e cultural".
Artistas se basearam em influências sonoras como bubblegum, hard rock e rockabilly, filtrando-os através das inovações de gravação do final da década. Em última análise, tornou-se muito diversificado, variando entre o simples revivalismo do rock and roll ao complexo pop art. No início, no entanto, foi uma reação orientada para os jovens ao domínio rastejante do rock progressivo e dos álbuns conceituais.
Visualmente, era uma malha de vários estilos, desde o charme de Hollywood dos anos de 1930, passando pelo sex appeal das pin-ups dos anos de 1950, teatros de cabaré do período pré-guerra, estilos literários e simbolistas vitorianos, ficção científica, misticismo e mitologia antigos e ocultos; manifestando-se em roupas ultrajantes, maquiagem, penteados e saltos. O glam é mais conhecido por sua ambiguidade sexual e de gênero e representações de androginia, além do uso extensivo de teatralidade.
Foi prefigurado pelo compositor inglês Noël Coward, especialmente em sua música "Mad Dogs and Englishmen". O jornalista musical Daryl Easlea afirmou: "A influência de Noël Coward em pessoas como Bowie, Roxy Music e Cockney Rebel foi absolutamente imensa. Sugeriu que estilo, truques e tona eram tão importantes quanto profundidade e substância".

## História

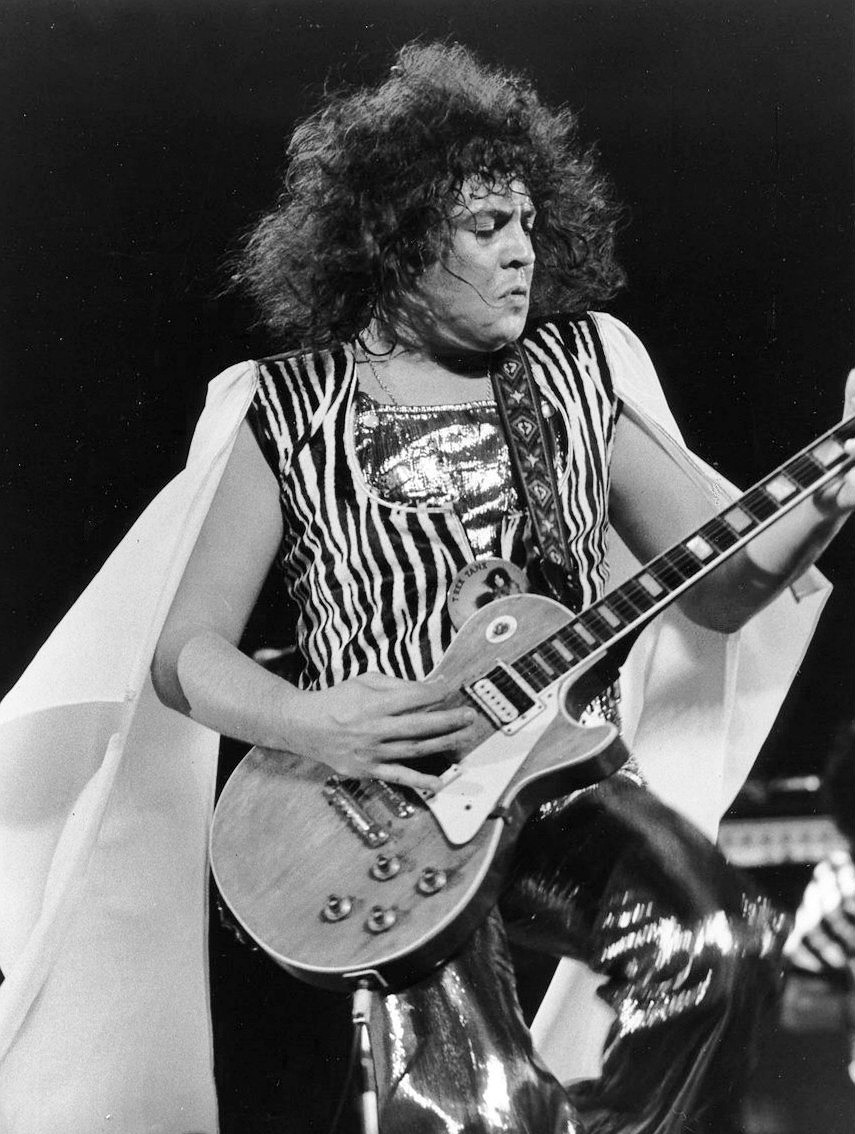
Marc Bolan do T. Rex se apresentando no In Concert da ABC, 1973

O glam rock emergiu das cenas psicodélicas e artísticas do rock inglês do final dos anos de 1960, e pode ser visto como uma extensão e uma reação contra essas tendências. Suas origens estão associadas a Marc Bolan do T. Rex. Bolan foi, nas palavras do crítico Ken Barnes, "o homem que começou tudo". Comumente citado como o momento inicial, foi a aparição de Bolan no programa Top of the Pops em 1971, usando glíter e cetins, para apresentar seu single número 1 no Reino Unido, "Hot Love". O álbum Electric Warrior foi aclamado pela crítica como "o álbum embrionário do glam rock".
A partir do final de 1971, David Bowie desenvolveu sua persona "Ziggy Stardust", incorporando maquiagem profissional, mímica e performance em seus shows. Bowie, em uma entrevista de 1972, disse: "Eu acho que o glam rock é uma maneira adorável de me categorizar e é ainda melhor ser um dos líderes disso". Bolan e Bowie logo foram seguidos no estilo por artistas como Roxy Music, Sweet, Slade, Mott the Hoople, Mud e Alvin Stardust. Não foi apenas uma tendência de grande sucesso na música popular do Reino Unido, tornou-se dominante em outros aspectos da cultura popular britânica durante toda a década de 1970.

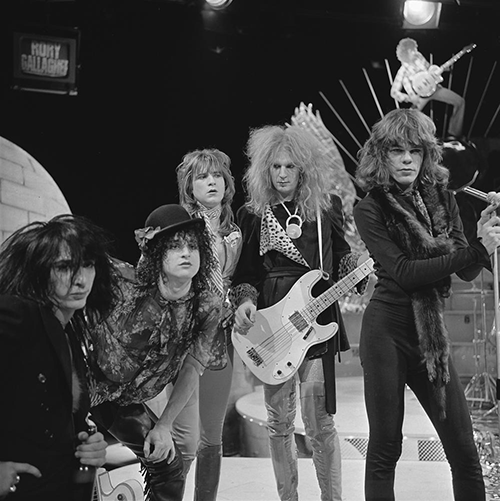
New York Dolls no programa TopPop em 1973.

Uma variante mais pesada do glam rock, enfatizando músicas centradas em riffs de guitarra, ritmos de condução e performances ao vivo com participação do público, foram representadas por bandas como Slade e Mott the Hoople, com seguidores posteriores como Def Leppard, Cheap Trick, Poison, Kiss e Quiet Riot. Embora muitos bem sucedidos na parada de singles do Reino Unido, muito poucos desses músicos foram capazes de causar um impacto sério nos Estados Unidos; David Bowie foi a grande exceção, tornando-se uma estrela internacional e levando a adoção do estilo glam entre artistas como Lou Reed, Iggy Pop, New York Dolls e Jobriath, que abrangeram um conteúdo lírico mais sombrio do que seus colegas britânicos.
No Reino Unido, o termo glitter rock era mais usado para se referir à versão extrema do glam feita por Gary Glitter e a 'Glitter Band'. Uma segunda onda do gênero, incluindo Suzi Quatro, Wizzard e Sparks, tiveram sucessos nas paradas britânicas em 1973 e 1974. Quatro inspirou diretamente a girl band The Runaways. Outros artistas, alguns geralmente não considerados referências do gênero, também adotaram estilos glamorosos, incluindo Rod Stewart, Elton John, Queen e, por um tempo, os Rolling Stones. Punk rock, muitas vezes visto como uma reação ao estilo do glam rock, mas usando alguns elementos do gênero, ajudou a acabar com a popularidade do glam por volta de 1976.

## Influências

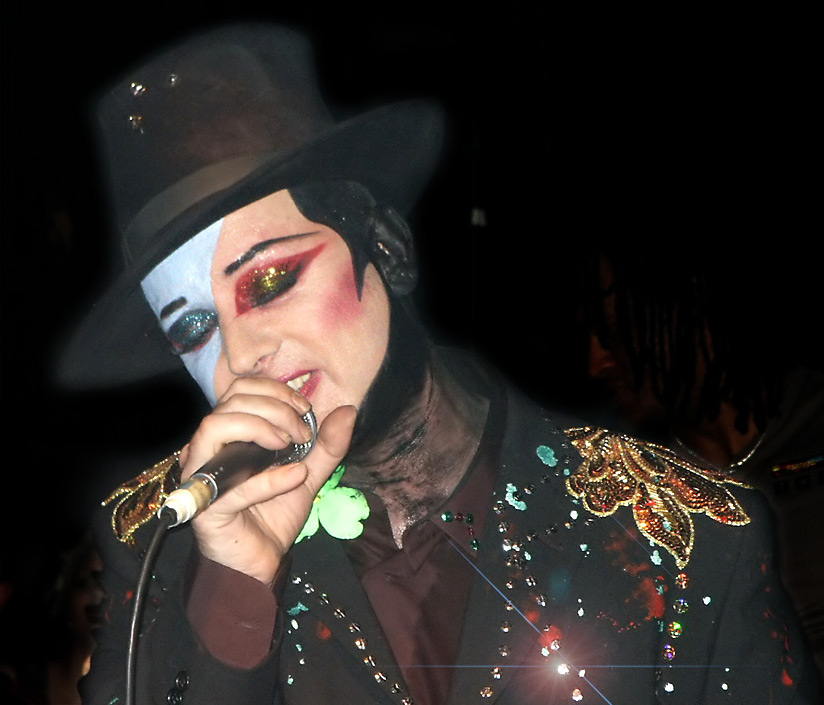
Uma figura do movimento New Romantic, Boy George (se apresentando em 2001) foi influenciado pelos ícones: Bolan e Bowie.

Enquanto o glam rock era exclusivamente um fenômeno cultural britânico, com Steven Wells do Guardian escrevendo "os americanos só conseguiram o glam de segunda mão através da elegante versão de Bowie". O gênero também foi uma influência de fundo para Richard O'Brien, escritor do musical londrino The Rocky Horror Show. Embora o glam rock tenha entrado em declínio acentuado em popularidade no Reino Unido na segunda metade da década de 1970, teve uma influência direta em artistas que ganharam destaque mais tarde, incluindo Kiss e bandas de glam metal como Quiet Riot, W.A.S.P., Twisted Sister, Bon Jovi e Mötley Crüe.
O New Romantic, como Adam and the Ants e A Flock of Seagulls, estenderam o glamour, e sua androginia e política sexual foram adotadas por artistas como Culture Club, Bronski Beat e Frankie Goes to Hollywood. O rock gótico foi amplamente influenciado pela maquiagem, roupas, teatralidade e o som do glam, e o punk rock adotou algumas das tendências performáticas e criação de personalidade do glam, bem como a ênfase do gênero nas qualidades da pop art e instrumentação simples, mas poderosa.
Glam rock tem sido influente em todo o mundo. No Japão da década de 1980, o visual kei foi fortemente influenciado pela estética do glam rock. Desde então, o glam tem desfrutado de influência contínua e revivalismos modestos e esporádicos, como Prince, bandas como Marilyn Manson, Suede, Placebo, Chainsaw Kittens, Spacehog and the Darkness, e inspirou artistas pop como Lady Gaga.
Seu amplexo autoconsciente da fama e do ego continua a reverberar através da música pop décadas após a morte de seu superstar prototípico, Marc Bolan, em 1977. Como um conceito elástico ao invés de uma estratosfera fixa de personalidades dos anos 70, é mesmo equipado para sobreviver à perda de seu artista mais duradouro, David Bowie.— Judy Berman escrevendo para Pitchfork em 2016, From Bowie to Gaga: How Glam Rock Lives On.

## Glam rockno Brasil
No Brasil, o grande ícone do glam rock foi o Secos & Molhados. Destaque também para o primeiro disco solo de João Ricardo, bem como os primeiros discos de Rita Lee com a banda Tutti Frutti, Atrás do Porto Tem uma Cidade e Fruto Proibido. O primeiro representante da cena glam brasileira, foi, no entanto, o cantor Edy Star.